# 大吻狡鼬鳚
大吻狡鼬鳚，为鼬魚科的其中一種，分布於印度太平洋區，包括日本、新喀里多尼亞、馬達加斯加等海域，屬深海魚類，棲息深度在水深2761至4040公尺。本魚具延長的身體有生長著銳利的棘和扁平的頭部； 眼直徑遠短於吻； 眶下骨膜狀；上頜骨背部後方地鞘；鰓蓋棘平坦而弱；具7個發展的耙在前面鰓弓，體長可達35公分，為稀有種，不具有經濟價值。